# Gentiana newberryi
Gentiana newberryi là một loài thực vật có hoa trong họ Long đởm. Loài này được A.Gray mô tả khoa học đầu tiên năm 1876.